# DesignSpark Mechanical
DesignSpark Mechanical è un software di modellazione 3D del tipo Direct Modeling focalizzato sulla facilità d'uso, in modo che tutti progettisti siano in grado di creare e condividere i modelli creativi. 
Viene sviluppato e distribuito dall'inglese RS-components  e dalla statunitense Allied Electronics, in collaborazione per la parte 3D con SpaceClaim Corporation, azienda sviluppatrice dell'omonimo programma (SpaceClaim), il quale condivide con DesignSpark Machanical parte dell'interfaccia software.
È uno strumento scaricabile gratuitamente ed utilizzabile sempre gratuitamente, previa registrazione al sito, per la modellazione solida e la progettazione di sistemi in 3D. Il valore aggiunto è la possibilità di accedere ad una libreria online di componenti composta da oltre 38.000 modelli 3D, disponibili a costo zero.

## Installazione
Il software gira su Windows XP® con Service Pack 3 e successivi Windows®. Per utilizzarlo anche su PC Apple® con processore Intel® è necessaria l'installazione di Windows® originale sul virtualizzatore Boot Camp.

Il sito ufficiale indica i seguenti requisiti hardware minimi:
- CPU: Pentium ® 4 2.0 GHz o Athlon ® 2000 + o superiore, 32-bit (x86) o 64 bit (x64)
- RAM: Minimo: 512 MB di RAM (32-bit), 1Gb di RAM (64-bit); Consigliato: 2 GB RAM o superiore
- Scheda video: Full DirectX ® 9c, Shader Model supporto hardware 3.0, 256 MB di memoria grafica o superiore, 32 bit per pixel, risoluzione minima 1024x768.
- scheda grafica con l'accelerazione Direct3D attivata.

## Tipi di file
Dal sito ufficiale si apprende che DesignSpark Mechanical può esportare in DXF, SketchUp, ECAD (Electronic CAD), OBJ (Wavefront .obj file), STEP e STL. Dal momento che il software è libero, disegni possono essere condivisi in formato elettronico nativo (con estensione RSDOC) per la fornitura di modelli 3D anche per uso commerciale e la condivisione con altri progettisti che usino lo stesso software.

I disegni possono essere inviati direttamente ai dispositivi di stampa prototyping/3D per la prototipazione rapida.
Importa librerie di circuiti PCB e Schematic, aderenti allo standard IPC-7351 della IPC in diversi diffusi formati come PADS, OrCAD, Altium, CADSTAR.